# Letzter Mensch (Nietzsche)
Der Philosoph Friedrich Nietzsche (1844–1900) verwendete den Begriff der letzte Mensch in seinem philosophisch-literarischen Werk Also sprach Zarathustra (1883–1885), um einen Gegensatz zu seinem Konzept des Übermenschen herzustellen. Indem er den letzten Menschen als konfliktscheu, sicherheitsfixiert und verwöhnt darstellt, kritisiert Nietzsche zugleich die Entwicklungen der (zeitgenössischen) Moderne.

## Erläuterung
Der letzte Mensch wird von Nietzsche/Zarathustra bewusst als Gegensatz zum Übermenschen konstruiert. Bei diesen Übermenschen handelt es sich um ein imaginäres höheres Wesen, dessen baldiges Erscheinen von Zarathustra angekündigt wird. Während der Übermensch als Schöpfer seiner selbst vorgestellt wird, der über die Orientierung an religiösen oder metaphysischen Gewissheiten hinauswächst bzw. -strebt, ohne dem Nihilismus zu verfallen, wird der letzte Mensch dagegen als lebensmüde, uninteressiert und lethargisch beschrieben. Er will keine Risiken mehr eingehen und sucht nur noch Trost und Geborgenheit. Die Orientierung an höheren Zielen und einer höheren Wahrheit hat er gegen die Zufriedenheit mit dem Banalen und Wertlosen eingetauscht.

Zarathustra beschreibt den letzten Menschen als eine Daseinsform, der alles zu beschwerlich geworden ist, was über die direkte Bedürfnisbefriedigung und die Sicherung des eigenen Komforts hinausgeht:
„Sie [d. h. die letzten Menschen] haben die Gegenden verlassen, wo es hart war zu leben: denn man braucht Wärme. Man liebt noch den Nachbar und reibt sich an ihm: denn man braucht Wärme. Krankwerden und Mißtrauen-haben gilt ihnen sündhaft: man geht achtsam einher.[…] Man arbeitet noch, denn Arbeit ist eine Unterhaltung. Aber man sorgt, daß die Unterhaltung nicht angreife.
Man wird nicht mehr arm und reich: beides ist zu beschwerlich. Wer will noch regieren? Wer noch gehorchen? Beides ist zu beschwerlich.“
Das Leben des letzten Menschen ist pazifistisch, komfortabel und dekadent. Es gibt keine Unterscheidung mehr zwischen Herrscher und Beherrschten, stark und schwach, Überlegenheit und Mittelmaß. Soziale Konflikte und Herausforderungen werden vermieden. Individualität und Kreativität werden unterdrückt. 

In Also sprach Zarathustra schildert Zarathustra den letzten Menschen als abschreckendes Beispiel. Er möchte die Bevölkerung, zu der er spricht, dazu bringen, stattdessen den Übermensch als Ziel der Gesellschaft zu akzeptieren. Doch sein Vorhaben scheitert, Zarathustra erreicht genau das Gegenteil: Die Bevölkerung spricht sich begeistert für die komfortable Vision des letzten Menschen aus:
„Und hier endete die erste Rede Zarathustras, welche man auch ‚die Vorrede‘ heißt: denn an dieser Stelle unterbrach ihn das Geschrei und die Lust der Menge. ‚Gib uns diesen letzten Menschen, oh Zarathustra‘, – so riefen sie – „mache uns zu diesen letzten Menschen! So schenken wir dir den Übermenschen!“ Und alles Volk jubelte und schnalzte mit der Zunge.“
Der letzte Mensch kann nach Nietzsche als das Ziel verstanden werden, das sich die moderne Gesellschaft und die westliche Zivilisation gesetzt haben, das Nietzsche/Zarathustra aber ablehnen. Die Gesellschaft des letzten Menschen steht im Widerspruch zum Willen zur Macht, nach Nietzsche die Haupttriebkraft der menschlichen Natur wie auch alles anderen Lebens im Universum.

## „Letzter Mensch“ und „Untermensch“
Die biologistische und immoralistische Seite von Nietzsches Übermenschen-Konzeption bot dem Nationalsozialismus die Möglichkeit, seine Lehre mit der „Herrenmenschen-Ideologie“ im Sinne des nationalsozialistischen Gesellschaftsmodells gleichzusetzen. Nietzsches Ablehnung des Nationalismus wurde von den Nationalsozialisten ignoriert. Maßgeblichen Anteil daran hatte vor allem Nietzsches Schwester Elisabeth Förster-Nietzsche, die unter Einfluss ihres Gatten Bernhard Förster, eines radikalen Antisemiten, im Gegensatz zu Nietzsche selbst in einem Naheverhältnis zu national-völkischen Kreisen stand. Indessen ist der von den Nationalsozialisten verwendete Gegenbegriff Untermensch nirgends in Nietzsches Werken zu finden.

## Zitat
So will ich ihnen vom Verächtlichsten sprechen: das aber ist der letzte Mensch.
Und also sprach Zarathustra zum Volke:
Es ist an der Zeit, daß der Mensch sich sein Ziel stecke. Es ist an der Zeit, daß der Mensch den Keim seiner höchsten Hoffnung pflanze.
Noch ist sein Boden dazu reich genug. Aber dieser Boden wird einst arm und zahm sein, und kein hoher Baum wird mehr aus ihm wachsen können.
Wehe! Es kommt die Zeit, wo der Mensch nicht mehr den Pfeil seiner Sehnsucht über den Menschen hinaus wirft, und die Sehne seines Bogens verlernt hat, zu schwirren!
Ich sage euch: man muß noch Chaos in sich haben, um einen tanzenden Stern gebären zu können. Ich sage euch: ihr habt noch Chaos in euch.
Wehe! Es kommt die Zeit, wo der Mensch keinen Stern mehr gebären wird. Wehe! Es kommt die Zeit des verächtlichsten Menschen, der sich selber nicht mehr verachten kann.
Seht! Ich zeige euch den letzten Menschen.
"Was ist Liebe? Was ist Schöpfung? Was ist Sehnsucht? Was ist Stern?" – so fragt der letzte Mensch und blinzelt.
Die Erde ist dann klein geworden, und auf ihr hüpft der letzte Mensch, der alles klein macht. Sein Geschlecht ist unaustilgbar wie der Erdfloh; der letzte Mensch lebt am längsten.
"Wir haben das Glück erfunden" – sagen die letzten Menschen und blinzeln.
Sie haben die Gegenden verlassen, wo es hart war zu leben: denn man braucht Wärme. Man liebt noch den Nachbar und reibt sich an ihm: denn man braucht Wärme.
Krankwerden und Mißtrauen-haben gilt ihnen sündhaft: man geht achtsam einher. Ein Thor, der noch über Steine oder Menschen stolpert!
Ein wenig Gift ab und zu: das macht angenehme Träume. Und viel Gift zuletzt, zu einem angenehmen Sterben.
Man arbeitet noch, denn Arbeit ist eine Unterhaltung. Aber man sorgt, daß die Unterhaltung nicht angreife.
Man wird nicht mehr arm und reich: beides ist zu beschwerlich. Wer will noch regieren? Wer noch gehorchen? Beides ist zu beschwerlich.
Kein Hirt und eine Herde! Jeder will das Gleiche, jeder ist gleich: wer anders fühlt, geht freiwillig ins Irrenhaus.
»Ehemals war alle Welt irre« – sagen die Feinsten und blinzeln.
Man ist klug und weiß alles, was geschehn ist: so hat man kein Ende zu spotten. Man zankt sich noch, aber man versöhnt sich bald – sonst verdirbt es den Magen.
Man hat sein Lüstchen für den Tag und sein Lüstchen für die Nacht: aber man ehrt die Gesundheit.

"Wir haben das Glück erfunden" – sagen die letzten Menschen und blinzeln. –